# 12102 Piazzolla
12102 Piazzolla eller 1998 JB4 är en asteroid i huvudbältet som upptäcktes den 5 maj 1998 av den australiensiske astronomen Frank B. Zoltowski i Woomera. Den är uppkallad efter den argentinske musikern Astor Piazzolla.
Asteroiden har en diameter på ungefär 5 kilometer och den tillhör asteroidgruppen Eunomia.